# 엘리니
엘리니(Elini)는 이탈리아 사르데냐 주 누오로도에 있는 코무네이다. 칼리아리에서 북동쪽으로 약 80 킬로미터 (50 mi) 떨어져 있고, 토르톨리에서 남서쪽으로 약 11 킬로미터 (7 mi) 떨어져 있다.
엘리니는 다음 코무네와 접한다: 아르차나, 일보노, 라누세이, 토르톨리.